# Oligopogon creticus
Oligopogon creticus är en tvåvingeart som beskrevs av Geller-grimm och Hradsky 2003. Oligopogon creticus ingår i släktet Oligopogon och familjen rovflugor.
Artens utbredningsområde är Grekland. Inga underarter finns listade i Catalogue of Life.